# 温泉津温泉
温泉津温泉（ゆのつおんせん）は、島根県中央部の大田市温泉津町に、当地が石見国と呼ばれていた時代から湧出してきた温泉である。国の重要伝統的建造物群保存地区に選定されている。また港町でもある当地は「石見銀山遺跡とその文化的景観」の一部として世界遺産に登録されている。

## 泉質
- ナトリウム－食塩泉[2]
  - 源泉温度：元湯泉薬湯 = 49.9 ℃　薬師湯 = 45.9 ℃
  - 湧出時は透明だが、次第に酸化するため湯船では淡茶褐色を呈す。入浴だけでなく飲泉も行える、味はやや苦渋い。古くからその効能の高さが知られている。1957年には、九州大学温泉治療学研究所（現・生体防御医学研究所）によって、原爆症に対する効能が報告された。

## 温泉街

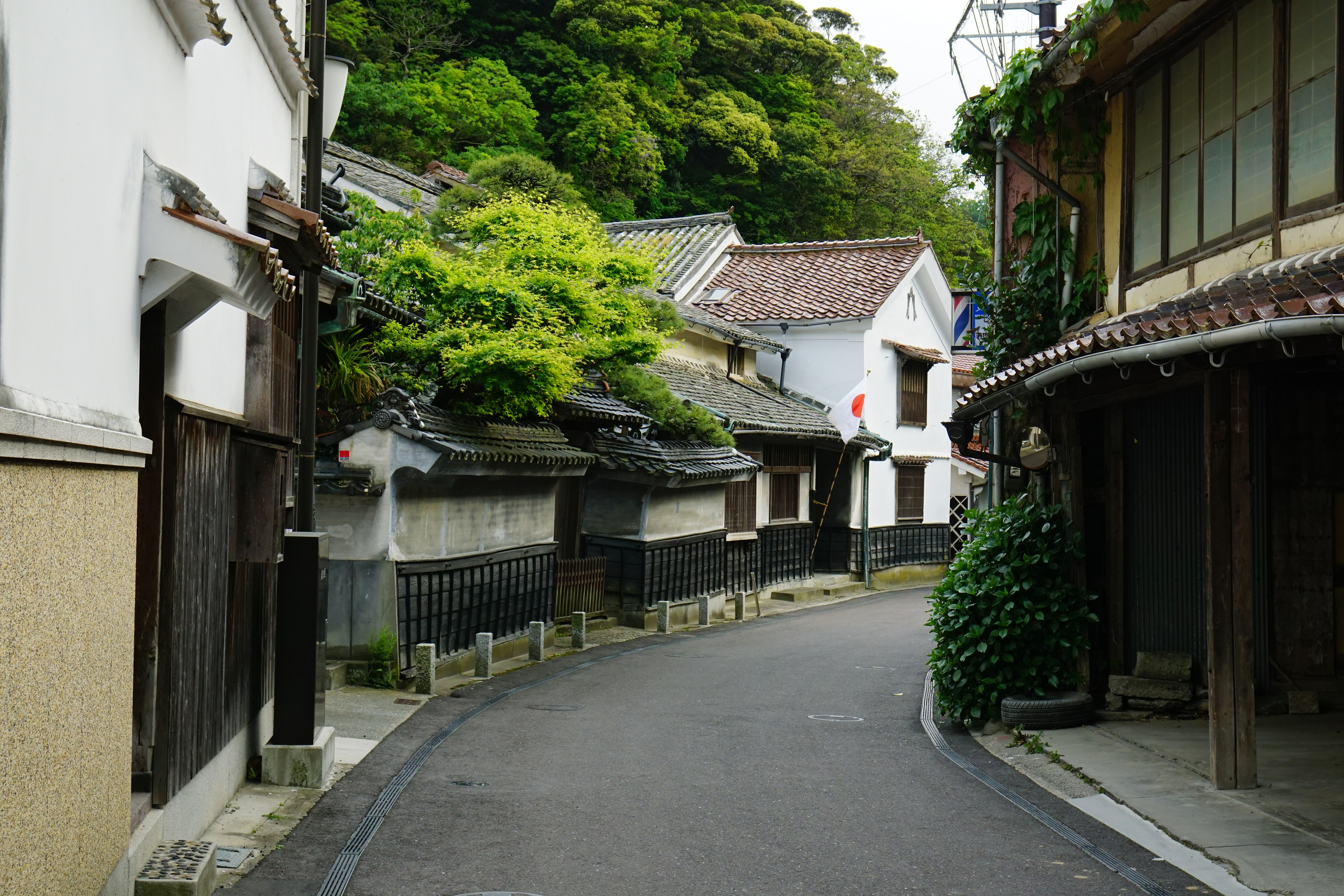
庄屋屋敷前付近の温泉街

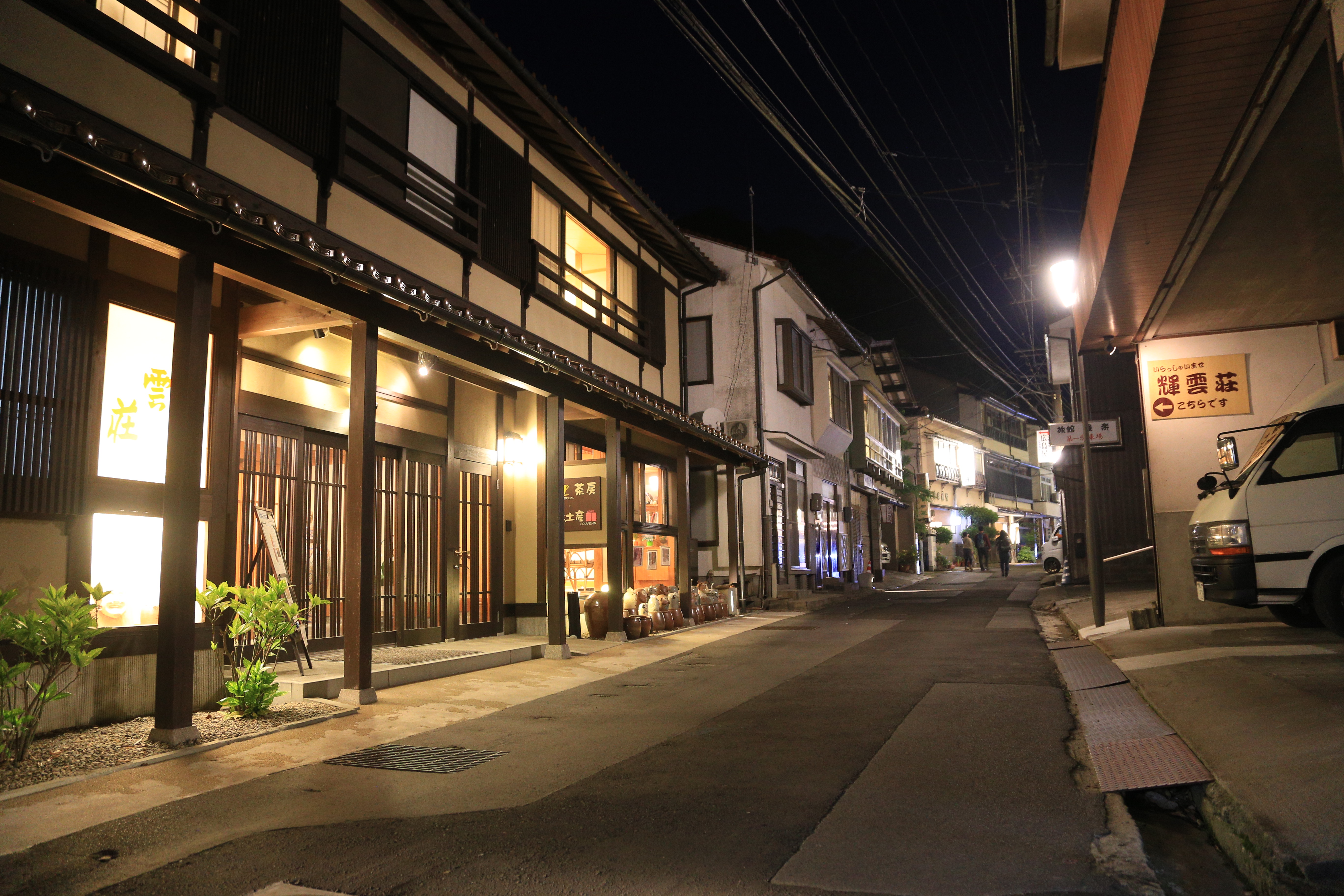
温泉街の夜景

温泉津港から山側に伸びる温泉街は、温泉津駅からは少し離れており、賑やかな歓楽街などが見られず、鄙びた日本旅館が両側に立地する静かな街並みである。この古風な温泉街は2004年7月に「温泉津町温泉津伝統的建造物群保存地区」の名称で国の重要伝統的建造物群保存地区として選定された。温泉街としては初めての選定である。
また、温泉津は中世から近代にかけて隆盛を誇った石見銀山で採掘された銀の輸出港でもあった。そのため、同港町は日本国内14例目の世界遺産「石見銀山遺跡とその文化的景観」の登録を受けた。
共同浴場は温泉街に「元湯泉薬湯」と「薬師湯」の2軒の湯元と温泉津駅近くに「小浜温泉才市の湯」の3個所存在する。前者は湯温は高いが、元湯泉薬湯は改装後の2020年に「ぬる湯」浴槽を設けた。両浴場はごく近接した位置で湧出する泉源を用いているものの、全く別の泉源であり、その泉質には相違が見られる。
薬師湯は2005年9月付けで、日本温泉協会の新基準による審査の結果、全項目「オール5」の最高評価の天然温泉として認定された。
元湯泉薬湯は開湯時からの源泉を利用しており、他の旅館等へ分湯する程の湯量が無い。引湯道を隔てて向かい合う古風な3階建て木造旅館は元湯の直営であるが、館内に内湯は無く、共同浴場に通うという昔ながらの湯治場のスタイルを維持している。

## 伝説・歴史

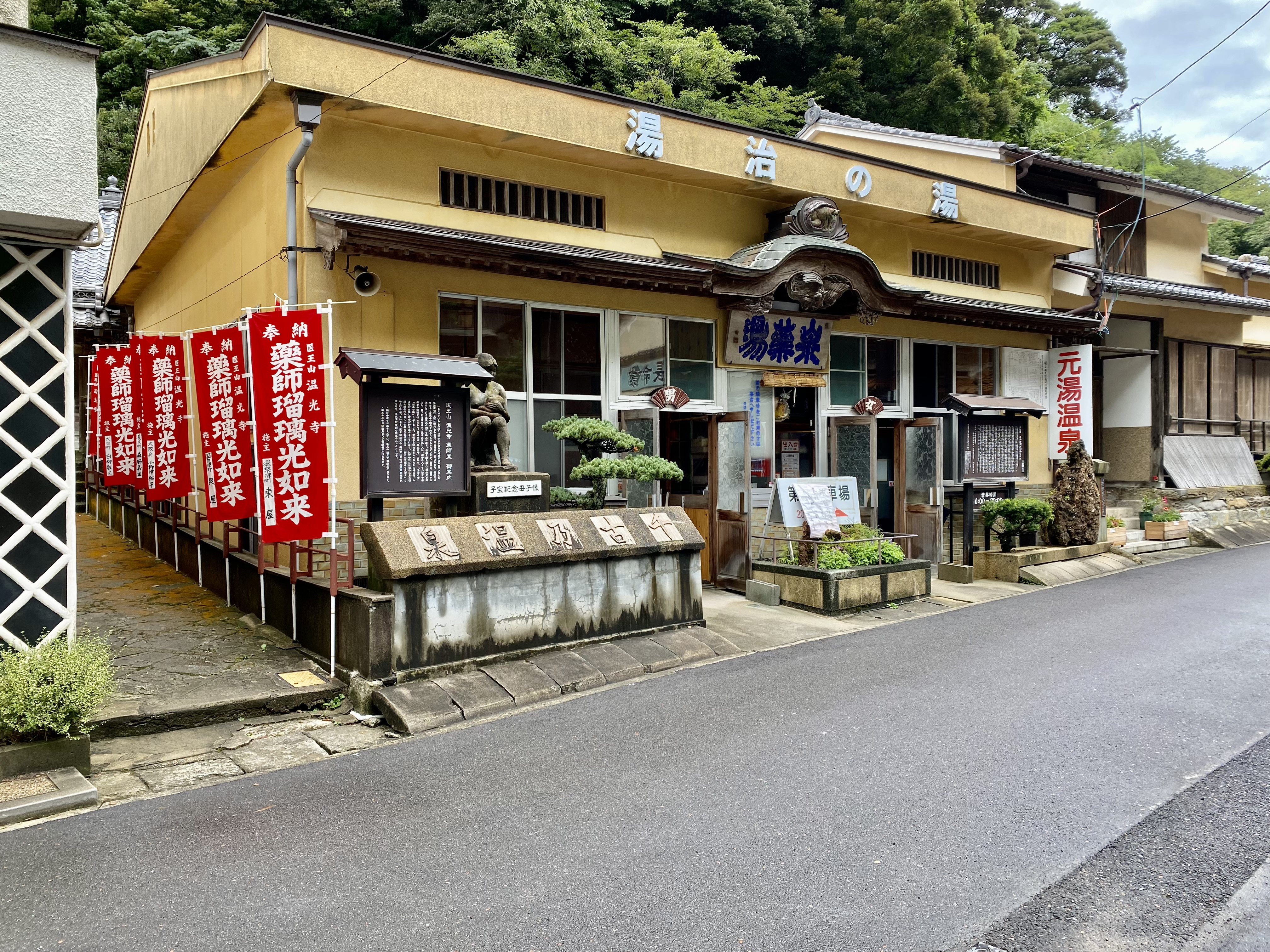
共同浴場元湯泉薬湯

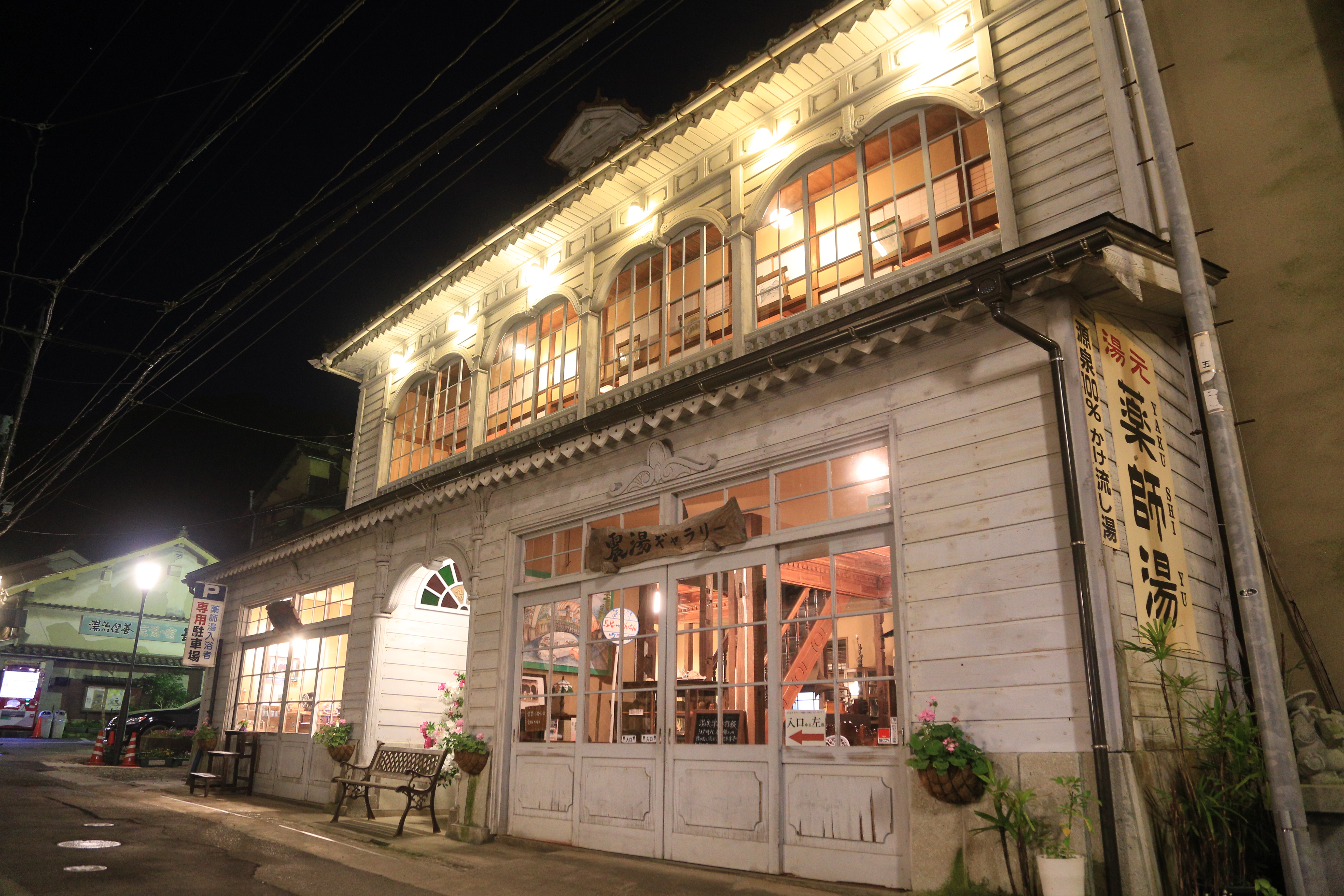
薬師湯旧館の外観

### 伝説
開湯は古く1300年前と伝えられ、伝説では大きなタヌキが入浴していたために発見されたとされる。

### 歴史
温泉津は古代の石見国邇摩郡の地である。中世には益田氏や温泉氏が支配権を確立していた。しかし、石見銀山が開発されると銀山の争奪戦が始まり、毛利氏がこの地を支配することになる。
戦国時代から江戸時代にかけて、石見銀山で産出した銀の積出港として温泉津港が利用された。このため、毛利氏は温泉津を重視し、櫛島城（櫛山城）や鵜丸城を築いた。その後、温泉津は江戸幕府の直轄支配に組み込まれた。
また、温泉津は山陰道（山陰街道）の宿場町の1つでもあった。遅くとも、これらの時代までには、温泉津の温泉への入浴も行われていた。この源泉が「元湯泉薬湯」の源泉である。
さらに、明治維新後の1872年に発生した浜田地震により、別の源泉が湧出を始めた。この地震によって湧出した源泉を「薬師湯」は利用しているため、別名「震湯」とも呼ばれる。従前は「藤乃湯」だったが、その湯量と、温泉の守りとして薬師如来を祀っている事などから「薬師湯」と改名した。
その後、これら2つの源泉とは離れた位置に、別の源泉が掘られ「小浜温泉才市の湯」が作られた。
また、温泉街は1974年公開された松竹映画の『男はつらいよ 寅次郎恋やつれ』の舞台として使用された。

## アクセス
- 山陰本線の温泉津駅より徒歩約15分[2]、大田市生活バス「温泉津線」（1日11往復）[1]にて約8分または石見交通バス「周布江津線」（1日1往復のみ）。
- 山陰自動車道の温泉津インターチェンジより国道9号経由。